# Kerodon acrobata
Kerodon acrobata é uma espécie de roedor da família Caviidae.
É endêmica do Brasil, onde é encontrada somente no estado de Goiás, e possivelmente no Tocantins.